# Лазурен бряг
Лазурен бряг (на френски: Côte d’Azur) се нарича югоизточната брегова ивица на Средиземно море във Франция. Частта от Лазурния бряг на изток от Кан се нарича Френска Ривиера и е част от областта Ривиера. Районът няма точно определени граници, но обикновено се счита, че се простира от град Тулон до град Мантон на границата с Италия. На Лазурния бряг се намира и Монако. Изразът Лазурен бряг е въведен от писателя Стефан Лиежар (Stéphen Liégeard) и неговата книга „Лазурният бряг“ (La côte d’azur), публикувана през 1888 година.
Общото население на Лазурния бряг възлиза на над два милиона души. По него са разположени множество световноизвестни курорти. Той е дом и на технологичния парк София Антиполис (близо до град Антиб).
Крайбрежието попада изцяло в региона Прованс-Алпи-Лазурен бряг. Ривиера е италианска дума, отнасяща се за древната лигурска територия, намираща се между реките Вар и Магра. След като Франция анексира Графство Ница през 1860 г., новопридобитата област е наречена Лазурен бряг, тъй като дори зимният дъжд и мистрала са възпирани от Алпите и водата остава синя като небето. Районът на Ница е планински и се различава значително от останалата част на Южна Франция.
Бреговата линия на Лазурения бряг е една от първите съвременни курортни области. Тя започва да се развива от зимен курорт за британската висша класа към края на 18 век. Към средата на 19 век районът е свързан с железница и се превръща в място за ваканция за британски, руски и други аристократи (включително Виктория, Александър II и Едуард VII). През лятото е резиденция за членовете на рода Ротшилд. В началото на 20 век е често място за отдих за художници и писатели, сред които се открояват Пабло Пикасо, Анри Матис, Френсис Бейкън, Едит Уортън, Съмърсет Моъм и Олдъс Хъксли, както и за богати американци. След Втората световна война се превръща в популярна туристическа дестинация. Много знаменитости, сред които Елтън Джон и Брижит Бардо, започват да закупуват жилища в региона. В днешно време, по Лазурния бряг живеят голям брой чужденци от цял свят.
Най-големият град е Ница с население от 346 251 души към 2016 г. Летището на града е третото най-натоварено във Франция (след парижките летища Шарл дьо Гол и Орли). Крайбрежието е обслужвано и от високоскоростна железница (TGV). Лазурният бряг е осеян с множество яхти, като всяка година тук хвърлят котва около половината от всички свръхлуксозни яхти на света. Като туристически център, Ривиерата се радва на 310 – 330 слънчеви дни годишно, 115 km плажни ивици, 18 голф игрища, 14 ски курорта и 3000 ресторанта.